# Thomas Horrocks
Thomas Horrocks, Tomasz Horocks (ur. 1863, zm. 22 grudnia 1913 w Abbazji) – dyrektor techniczny fabryki I.K. Poznańskiego, działacz sportowy.

## Życiorys
Horrocks pochodził z Anglii. Nie posiadał formalnego wykształcenia. Do Łodzi przybył w 1883 roku, podejmując pracę w Towarzystwie Akcyjnym Wyrobów Bawełnianych I. K. Poznańskiego pracował w charakterze nadmajstra blichu, w ramach obowiązków zarządzał bielnikiem, a z czasem także zarządzał przędzalnią, a następnie, do końca życia piastował stanowisko generalnego dyrektora technicznego fabryki.
Horrocks był także protektorem Łódzkiego Klubu Sportowego, dla którego zasłużył się pozyskaniem placu na potrzeby boiska przy ul. Srebrzyńskiej 37/39. W roku 1912 wraz Maurycym Hertzem i Jamesem Gallaway’em uzyskał pierwszy tytuł honorowego członka klubu.